# Клоцвог, Феликс Наумович
Фе́ликс Нау́мович Клоцвог (5 августа 1934, Клинцы — 18 июня 2012, Москва) — советский и российский экономист, лауреат Государственной премии СССР, доктор экономических наук (1987), профессор (1990).

## Биография
В 1955 году окончил факультет экономики промышленности Ленинградского финансово-экономического института (ЛФЭИ). В 1960—1991 годах работал в НИЭИ при Госплане СССР. В 1962 году защитил кандидатскую диссертацию «Вопросы формирования нормативной базы межотраслевого баланса : на примере хлопчатобумажной промышленности СССР», в 1987 году — докторскую диссертацию «Методы и модели планирования межотраслевых пропорций».
С 1991 года — заведующий лабораторией прогнозирования макроэкономических региональных пропорций в Институте народнохозяйственного прогнозирования РАН (ИНП РАН). Специалист в области прогнозирования и экономико-математического моделирования динамики, структуры и межотраслевых связей народного хозяйства (МОБ).

## Награды и звания
Совместно с группой учёных стал лауреатом Государственной премии СССР за 1968 год в области науки — за цикл исследований по разработке методов анализа и планирования межотраслевых связей и отраслевой структуры народного хозяйства, построению плановых и отчётных межотраслевых балансов.

## Основные труды
- Методы планирования межотраслевых пропорций, 1965
- Межотраслевой баланс и пропорции народного хозяйства, 1969
- Методы оптимизации структуры общественного производства с использованием межотраслевых моделей / Клоцвог Ф. Н., Лейбкинд М. Ф., Чернявский А. В.; Центр. экон.-мат. ин-т АН СССР. — Препр. — М.: ЦЭМИ, 1986. — 25 с.
- Социализм: теория, опыт, перспективы / Ф. Н. Клоцвог. — Москва: URSS : КомКнига, 2005. — 195 с. — (Размышляя о марксизме). ISBN 5-484-00177-3
  - … 2-е изд., перераб. и доп. — М.: URSS : Изд-во ЛКИ, 2008. — 198 с. ISBN 978-5-382-00659-8
- Азбука экономической теории / Ф. Н. Клоцвог. — Псков: Псковское возрождение, 2011. — 63 с. ISBN 978-5-4373-0002-2